# (12694) Schleiermacher
(12694) Schleiermacher es un asteroide perteneciente al cinturón exterior de asteroides, descubierto el 7 de marzo de 1989 por Freimut Börngen desde el Observatorio Karl Schwarzschild, en Tautenburg, Alemania.

## Designación y nombre
Designado provisionalmente como 1989 EJ6. Fue nombrado Schleiermacher en honor al filósofo y teólogo alemán protestante Friedrich Daniel Ernst Schleiermacher, trabajó en Halle y Berlín. Contribuyó a la teología, la ética, la ciencia, la hermenéutica y la estética. Su principal obra filosófica es la Dialektik (1839), pero también es conocido por sus traducciones de Platón.

## Características orbitales
Schleiermacher está situado a una distancia media del Sol de 3,255 ua, pudiendo alejarse hasta 3,529 ua y acercarse hasta 2,981 ua. Su excentricidad es 0,084 y la inclinación orbital 0,493 grados. Emplea 2145 días en completar una órbita alrededor del Sol.

## Características físicas
La magnitud absoluta de Schleiermacher es 13,8. Tiene 8,517 km de diámetro y su albedo se estima en 0,081.